# Hristos pe cruce (pictură de David)
Hristos pe cruce este o pictură în ulei pe pânză din 1782 a artistului neoclasic francez Jacques-Louis David. A fost comandat de mareșalul Louis de Noailles și de soția sa Catherine de Cossé-Brissac pentru capela familiei lor din Biserica Capucinilor din Paris. Este una dintre puținele lucrări religioase ale lui David și se află în prezent în biserica Saint-Vincent din Mâcon.